# Lijst van voetbalinterlands Canada - Finland
Deze lijst van voetbalinterlands is een overzicht van alle officiële voetbalwedstrijden tussen de nationale teams van Canada en Finland. De landen speelden tot op heden een keer tegen elkaar: een vriendschappelijke wedstrijd op 11 oktober 2003 in Tampere.

## Wedstrijden
| № | Plaats  | Datum           | Competitie        | Wedstrijd        | Uitslag |
| - | ------- | --------------- | ----------------- | ---------------- | ------- |
| 1 | Tampere | 11 oktober 2003 | Vriendschappelijk | Finland – Canada | 3 – 2   |

## Samenvatting
| Competitie        | Totaal gespeeld | Winst Canada | Gelijk | Winst Finland | Doelsaldo Canada – Finland |
| ----------------- | --------------- | ------------ | ------ | ------------- | -------------------------- |
| Vriendschappelijk | 1               | 0            | 0      | 1             | 2 − 3                      |
| Totaal            | 1               | 0            | 0      | 1             | 2 − 3                      |

Wedstrijden bepaald door strafschoppen worden, in lijn met de FIFA, als een gelijkspel gerekend.

## Details

### Eerste ontmoeting
| Vriendschappelijk (Tampere, Finland, 11 oktober 2003): |              | |
| Finland | 3 – 2        | Canada |
| Mikael Forssell 14' Joonas Kolkka 16' Teemu Tainio 32' | goals        | 75' Tomasz Radzinski 85' Dwayne De Rosario |
| Antti Muurinen | bondscoach   | Colin Miller |
| Jussi Jääskeläinen Markus Heikkinen Petri Pasanen 79' Sami Hyypiä 56' Janne Saarinen Mika Väyrynen Aleksej Jerjomenko 72' Teemu Tainio 62' Mika Nurmela Mikael Forssell Joonas Kolkka 46' | opstellingen | 46' Pat Onstad Mark Watson Kevin McKenna Richard Hastings Marc Bircham 46' Ante Jazić Jason Bent Paul Stalteri Daniel Imhof 70' Paul Peschisolido Tomasz Radzinski |
| Peter Kopteff 46' Toni Kuivasto 56' Aki Riihilahti 62' Daniel Sjölund 72' Mika Kottila 79'                                                                                                | wissels      | 46' Lars Hirschfeld 46' Dwayne De Rosario 70' Iain Hume |